# مهدی قائمی‌فر
مهدی ملای سمنانی (قائمی فر) یا مهدی قائمی فر (۱۳۳۲) نماینده معمم مردم حوزه انتخابیه: کهگیلویه و بویر احمد (یاسوج) بود. او توانست۶۱٫۱۰ درصد از کل آراء اخذ شده (۳۲٬۷۴۳) را را بدست بیاورد.
سمنانی پس از مدتی نام خانوادگی خود را به قائمی فر تغییر داد.
او در دوره دوم مجلس شورای اسلامی از حوزه سروستان استان فارس به نمایندگی مجلس شورای اسلامی انتخاب شد. او در این دوره توانست با کسب ۷۳٫۸۰ درصد از کل آراء ماخوذه۳۵٬۲۶۰ به مجلس راه یابد.
| دوره نمایندگی | تعداد کل آراء | درصد آراء ماخوذه | حوزه نمایندگی |
| ------------- | ------------- | ---------------- | ------------- |
| اول           | ۳۲۷۴۳         | ۶۱٫۱             | یاسوج         |
| دوم           | ۳۵۲۶۰         | ۷۳٫۸             | سروستان       |

قائمی فر در حال حاضر ریاست پردیس دانشگاه قران و حدیث را بعهده دارد.